# پرت اند ویتنی آر-۹۸۵ واسپ جونیور
پرت اند ویتنی آر-۹۸۵ واسپ جونیور (به انگلیسی: Pratt & Whitney R-985 Wasp Junior) یک موتور هواگرد ساختِ کارخانهٔ پرت اند ویتنی در کشور ایالات متحده آمریکا است که در سال 1929-1953 ساخته شد. 